# Повстка
Повстка (бел. Поўстка) — деревня в составе Козловичского сельсовета Глусского района Могилёвской области Республики Беларусь.

## Население
- 1999 год — 140 человек
- 2009 год — 82 человека